# Trithelodonta
Die Trithelodonta, auch Ictidosauria (Wieselechsen) genannt, sind Landwirbeltiere aus der Gruppe der Therapsiden („säugetierähnliche Reptilien“). Zu ihnen gehören vor allem kleine insektenfressende Formen. Neben den Tritylodontidae sind sie die Gruppe, die am meisten Ähnlichkeit mit den Säugetieren hatten.

## Merkmale
Die Trithelodonta waren eher klein, gut bekannt sind allerdings nur ihre drei bis sechs Zentimeter langen Schädel. Das Postcranialskelett ist nur in wenigen Bruchstücken fossil erhalten geblieben. Humerus und Femur von Pachygenelus sind denen des basalen Säugetiers Morganucodon sehr ähnlich. 
Von den Schädelknochen hatten sie die Präfontale und die Postorbiltale verloren und deshalb waren die Orbitae auch nicht von den Schädelfenstern separiert. Ihr Schädelfenster war, im Unterschied zu den Tritylodontidae, langgestreckt, der Sagittalkamm breit und niedrig. Die Trithelodonta hatten ein doppeltes Unterkiefergelenk, das modernere sekundäre Kiefergelenk aus Dentale und Squamosum vorne, das alte reptilienhafte aus Articulare und Quadratum hinten.
Hauptmerkmal für die Bestimmung der Trithelodonta ist die spezialisierte Bezahnung, in der sie sich auch von den Tritylodontidae unterscheiden lassen. Bei Pachygenelus sind in Ober- und Unterkiefer jeweils nur noch zwei Schneidezähne vorhanden. Die Eckzähne entsprechen denen der anderen Cynodonten.

## Systematik
Kuhn hielt die Trithelodonta noch für Abkömmlinge der Bauriamorpha. Heute gelten sie aber, ebenso wie die Tritylodontidae, als abgeleitete Cynodonten.

## Gattungen
- Brasilodon
- Brasilitherium
- Chaliminia
- Diarthrognathus
- Pachygenelus
- Prozostrodon
- Riograndia
- Therioherpeton